# HMS Larkspur (K82)
HMS Larkspur (K82) je bila korveta razreda flower Kraljeve vojne mornarice, ki je bila operativna med drugo svetovno vojno.

## Zgodovina
17. marca 1942 je bila korveta predana Vojni mornarici ZDA, kjer so jo preimenovali v USS Fury (PG-69). 22. avgusta 1945 je bila vrnjena Kraljevi vojni mornarici, ki jo je 22. julija 1946 prodala; preuredili so jo v trgovsko ladjo in jo preimenovali v Larkslock. Leta 1953 so ladjo razrezali v Hong Kongu.